# Peter Thiel
Peter Andreas Thiel (ur. 11 października 1967 we Frankfurcie nad Menem) – amerykański przedsiębiorca pochodzenia niemieckiego, menedżer funduszu hedgingowego, inwestor venture capital. Opisuje siebie jako konserwatywny libertarianin.
Wraz z Elonem Muskiem i Maxem Levchinem, Thiel współzałożył PayPal i był jego CEO. Był założycielem Clarium Capital i jednym z menedżerów Founders Fund, funduszu venture capital, który założył z Kenem Howerym i Łukaszem Noskiem w 2005. Był jedną z pierwszych osób, które zainwestowały w Facebooka, popularną stronę społecznościową, i zasiada w gronie jej członków zarządu. Thiel był na 103 miejscu w rankingu najbogatszych ludzi na świecie magazynu Forbes w maju 2025, wart 20,8 mld USD.

## Życiorys
Urodził się we Frankfurcie nad Menem, w Niemczech Zachodnich, a wychował w Foster City w Kalifornii. Thiel był amerykańskim mistrzem krajowym w szachach i jednym z najwyżej ocenianych graczy poniżej 21 roku życia w kraju. Studiował filozofię i prawo na Stanford University. Będąc libertarianinem założył The Stanford Review, obecnie główne konserwatywno-libertariańskie pismo uniwersytetu. Otrzymał stopień B.A. z filozofii w Stanford w 1989 i Juris Doctor w Stanford Law School w 1992 r.
Thiel pracował w kancelarii sędziego Jamesa Larry’ego Edmondsona z 11th Circuit Court of Appeals. W latach 1993–1996 handlował instrumentami pochodnymi dla Credit Suisse Group. W 1996 r. założył Thiel Capital Management, fundusz multistrategiczny. Po współzałożeniu PayPal, Thiel przedstawił firmę publicznie 15 lutego 2002, i pod koniec tego roku sprzedał ją eBay za 1,5 miliarda dolarów. Jego 3,7% udział w PayPal odpowiadał w czasie sprzedaży ok. 55 milionom dolarów. Natychmiast po sprzedaży, Thiel założył fundusz hedgingowy global macro, Clarium. W 2005 firma Clarium została wyróżniona jako fundusz roku global macro przez czasopisma MarHedge i Absolute Return. Podejście Thiela do inwestycji stało się tematem rozdziału w książce Steve’a Drobny’ego Inside the House of Money. Thiel przewidział osłabienie dolara amerykańskiego w 2003 r. i znaczące zyski przyniósł mu ponowny wzrost jego wartości w 2005 r.
W 2004 r., na długo zanim kryzys finansowy to potwierdził, Thiel mówił o migracji bańki internetowej lat 2000. w kierunku sektora finansowego. Wymienił General Electric, z jego długą linią finansowania, oraz Walmart jako zagrożone. W tym samym czasie mówił też o „bańce rynku nieruchomości”. Dlatego w 2004 wstrzymał się z kupnem duplexu Marthy Stewart na Manhattanie za 7 milionów dolarów. W 2004 nieruchomość sprzedano za 6,65 miliona dolarów komu innemu, po czym była na rynku aż do początku 2010, kiedy to sprzedała się za 15,9 miliona dolarów, a potem cenę opuszczono na 13,9 miliona
Pod koniec roku 2004, Thiel zainwestował 500 000 USD w Facebook za 10,2% udziałów w firmie. Poza Facebookiem, Thiel zainwestował w kilka początkujących firm: Slide.com, LinkedIn, Friendster, Rapleaf, Geni.com, Yammer, Yelp, Inc., Powerset, Vator, Palantir Technologies i IronPort. Slide, LinkedIn, Yelp, Geni.com i Yammer zostały założone przez byłych kolegów Thiela z PayPal: Slide przez Maxa Levchina, LinkedIn przez Reida Hoffmana, Yelp przez Jeremy’ego Stoppelmana, Geni.com, Yammer przez Davida Sacksa, a Xero przez Roda Drury’ego. Czasopismo Fortune donosi, że twórcy PayPal założyli lub zainwestowali w dziesiątki nowych firm, o łącznej wartości około 30 miliardów dolarów. W kręgach Doliny Krzemowej, Thiel ma przezwisko „Don of the PayPal Mafia”, jak zauważa artykuł w Fortune. Poglądy Thiela na zarządzanie są bardzo cenione, szczególnie jego słynna uwaga, że sukces początkującej firmy jest ściśle powiązany z niską płatnością dyrektora generalnego.
Thiel pojawia się czasem w roli komentatora CNBC, wiele razy wystąpił w Closing Bell z Marią Bartiromo i w Squawk Box z Becky Quick. Dwa wywiady przeprowadził z nim Charlie Rose dla PBS. W 2006 r. otrzymał nagrodę w dziedzinie przedsiębiorczości Herman Lay Award for Entrepreneurship. W 2007 World Economic Forum uznało go za Young Global leader (młodego lidera światowego) w gronie innych 250 liderów poniżej lat 40. 7 listopada 2009 Thiel otrzymał stopień honorowy doktora na Universidad Francisco Marroquin.
Wkład kulturalny Thiela to np. produkcja filmu “Thank You for Smoking” w 2005, opartego na powieści Christophera Buckleya z 1994 pod tym samym tytułem. Thiel jest współautorem (z Davidem O. Sacksem, producentem TYFS) książki z 1995 pt. The Diversity Myth: ‘Multiculturalism’ and the Politics of Intolerance at Stanford, która spotkała się z gwałtownym protestem Condoleezzy Rice. Pisywał artykuły dla The Wall Street Journal, First Things, Forbes, oraz Policy Review, czasopisma wydawanego przez Hoover Institution, w którego zarządzie zasiada.
W grudniu 2010 Thiel zorganizował spotkanie z innymi przedsiębiorcami Doliny Krzemowej, którego tematem była przyszłość nauki i technologii. Wygłosił na nim opinię, że poprzez inwestowanie w idee futurystyczne, społeczeństwo może podnieść stopę życiową ludzkości.

## Filantropia
W lutym 2006 Thiel zapewnił 100 000 dolarów jako dopełniający fundusz do dotacji otrzymywanych w projekcie Singularity Challenge w Singularity Institute for Artificial Intelligence. Został też członkiem zarządu instytutu i w 2006 wystąpił na Singularity Summit w Stanford.
We wrześniu 2006 Thiel ogłosił, że przekaże 3,5 miliona dolarów na rzecz badań zapobiegających starzeniu, w formie Methuselah Mouse Prize w Methuselah Foundation. Jako powody podał: „Szybkie postępy w naukach biologicznych wskazują na możliwość odkrycia skarbów w tym stuleciu, łącznie z wielką poprawą zdrowia i długowieczności dla wszystkich. Wspieram dra de Greya, bo wierzę, że jego rewolucyjne podejście do starzenia się przyspieszy proces badań, pozwalając wielu ludziom i ich bliskim żyjącym dzisiaj cieszyć się znacznie dłuższym i zdrowszym życiem. („Rapid advances in biological science foretell of a treasure trove of discoveries this century, including dramatically improved health and longevity for all. I’m backing Dr. de Grey, because I believe that his revolutionary approach to aging research will accelerate this process, allowing many people alive today to enjoy radically longer and healthier lives for themselves and their loved ones.”)
W maju 2007 Thiel przekazał połowę 400 000 dolarowego funduszu dopełniającego na doroczną zbiórkę funduszy Singularity Challenge.
15 kwietnia 2008 Thiel przekazał 500 000 dolarów na rzecz nowego Seasteading Institute, prowadzonego przez Patri Friedmana, który ma na celu „założenie stałych, niezależnych wspólnot oceanicznych, aby umożliwić doświadczenia i zmiany poprzez różne systemy społeczne, polityczne i legalne” („to establish permanent, autonomous ocean communities to enable experimentation and innovation with diverse social, political, and legal systems”). Kolejną dotację przekazał w 2010: 250 000 dolarów, a następnie 100 000 dolarów jako fundusze dopełniające.
29 września 2010 Thiel ogłosił stworzenie stowarzyszenia Thiel Fellowship, które da 100 000 dolarów 20 osobom w wieku poniżej 20 lat, aby zachęcić ich do porzucenia college’u i zajęcia się przedsiębiorczością.
Thiel wspiera Committee to Protect Journalists, który opowiada się za prawem dziennikarzy do swobodnego przekazywania informacji bez obawy o represje.

## Polityka
Zapytany o przekonania polityczne w 2006 w wywiadzie dla United Press International, Thiel stwierdził: „Byłem dosyć zagorzałym libertarianinem, kiedy zaczynałem [w biznesie]. Jestem o wiele większym libertarianinem obecnie” („Well, I was pretty libertarian when I started [in business]. I’m way libertarian now.”).
Jest długoletnim członkiem Partii Republikańskiej, jednak wyraża też swoją sympatię dla Partii Libertariańskiej.
W dwuczęściowym artykule dla Cato Institute, Thiel napisał: „Nie wierzę już, że wolność i demokracja mogą iść w parze” („I no longer believe that freedom and democracy are compatible.”). Thiel wyjaśnił potem kilka zdań swojego pierwotnego wystąpienia w kolejnym artykule, mówiąc: „Mimo że nie sądzę, żeby należało odbierać prawo do głosowania jakiejkolwiek grupie ludzi, to nie mam wielkich nadziei, że głosowanie w czymś pomaga” („While I don’t think any class of people should be disenfranchised, I have little hope that voting will make things better.”).
Thiel wspierał też kampanie o prawa osób homoseksualnych, np. American Foundation for Equal Rights i GOProud.
W 2010 r. Thiel poparł Meg Whitman, która będąc CEO firmy eBay kupiła PayPal od Thiela i jego współfundatorów i inwestorów, kiedy kandydowała (bezskutecznie) w wyborach na gubernatora stanu Kalifornia. Przeznaczył na tę kampanię maksymalną dozwoloną kwotę 25 900 dolarów.
W grudniu 2007 popierał kandydaturę Rona Paula na prezydenta Stanów Zjednoczonych w prawyborach Partii Republikańskiej. W 2016 poparł kandydaturę Donalda Trumpa w wyborach prezydenckich w tym samym roku.

## Bilderberg Group
Thiel jest wymieniony jako członek Steering Committee w The Bilderberg Group, kontrowersyjnym zespole wpływowych liderów biznesu i przywódców rządowych, która spotyka się co roku za zamkniętymi drzwiami bez dostępu prasy, by omówić sprawy światowe.

## Przedstawienie w mediach
W filmie The Social Network Petera Thiela gra aktor Wallace Langham. Film przedstawia go jako anioła biznesu inwestującego 500 000 dolarów w Facebook. W serialu Playlista jego postać gra Orlando Wells.